# Antiquité classique
Pour un article plus général, voir Antiquité.

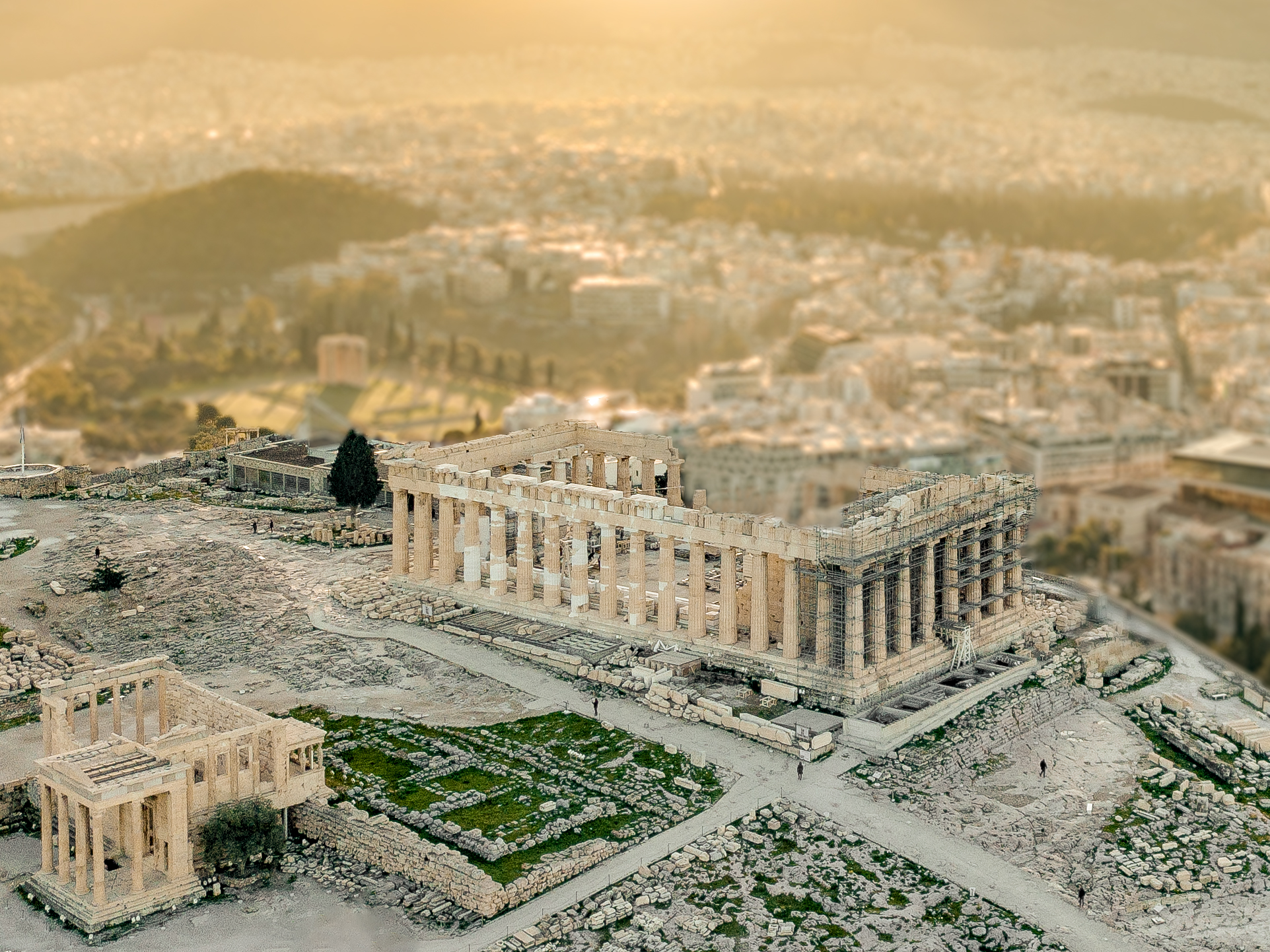
L'acropole d'Athènes, haut lieu de l'Antiquité classique : le Parthénon et l'Érechthéion.

L’Antiquité classique est une période de l'Antiquité correspondant au développement des civilisations de la Grèce antique et de la Rome antique. Cette notion est surtout employée dans les découpes historiques relatives à l'historiographie anglo-saxonne (historiens anglais et américains principalement).
Cette phase débute quand la Grèce connaît un rapide développement aux VIIIe – VIe siècles av. J.-C., au contact direct du monde proche-oriental et à l'ombre de l'empire perse, évolutions qui débouchent sur la constitution d'une nouvelle civilisation grecque bien différente de celle de l'âge du bronze, organisée autour de cités, qui atteint sa forme « classique » au Ve siècle av. J.-C. Après avoir résisté aux tentatives d'intégration à l'empire perse, les cités grecques sont soumises par le royaume de Macédoine, dont le souverain, Alexandre le Grand, parvient à conquérir l'empire perse entre 333 et 330. Cela ouvre la période hellénistique, durant laquelle des dynasties gréco-macédoniennes se partagent les dépouilles de l'empire vaincu, et qui s'accompagne d'une diffusion considérable de la culture grecque, qui devient la référence du monde antique pour les phases suivantes. Les cultures des rives de la Méditerranée connaissent un essor dans la première moitié du Ier millénaire av. J.-C., à la suite de la constitution des diasporas phénicienne et grecque, stimulant l'émergence d'aires culturelles et d'entités politiques dynamiques. En Italie, la cité de Rome, organisée suivant un système royal, puis républicain, soumet ses voisins directs (dont les Étrusques) puis Carthage, s'assurant la domination de cet espace tout en partant à la conquête du monde hellénistique, qui tombe rapidement face aux redoutables armées romaines. Mais en retour le monde grec conquiert culturellement la civilisation romaine. Rome devient une monarchie à la fin du Ier siècle av. J.-C., avec la constitution d'un régime « impérial » par Auguste. En Iran et en Mésopotamie s'est alors constitué un empire rival, celui des Parthes. Le Proche-Orient hellénistique et romain voit le développement de mouvements religieux autour du judaïsme, conduisant à l'apparition du christianisme, qui est amené à jouer un rôle crucial durant les périodes tardives de l'Antiquité.
Son emploi est une référence pour l'Europe occidentale des XVIIIe et XIXe siècles, qui, fortement influencée par le classicisme et le néoclassicisme, se réinvente une continuation culturelle de ce passé par lassitude envers les idées véhiculées par l'Occident chrétien. La représentation des ruines grecques et romaines dans le mouvement romantique, à la suite des voyages de redécouverte en Italie, en Espagne et en Grèce, en est une manifestation artistique.

## La notion d'Antiquité «classique»
L'Antiquité classique correspond à la période de l'Antiquité durant laquelle se développent les civilisations grecque et romaine, souvent désignée de façon réductrice dans les publications des pays occidentaux comme l'« Antiquité » ou le « monde antique » tout court.
La notion de « classique » vient du latin classicus, qui renvoie dans la Rome antique aux classes sociales (classis, les catégories taxables de citoyens), puis, dans le contexte plus précis de la critique littéraire, à des auteurs de haut niveau, donc de classe supérieure, dans les Nuits Attiques d'Aulu-Gelle (IIe siècle). Le terme en vient à désigner des modèles, une tradition à étudier et dont il faut s'inspirer. Il est repris en français au XVIe siècle pour désigner des auteurs de qualité jugée supérieure, devant servir d'exemples. Puis il prend un autre sens plus spécifique, pour désigner des moments historiques : « De manière très générale, on parle de civilisations ou d'études classiques à propos de la Grèce et de la Rome antiques en tant que sources et modèles de l'Occident. D'une manière plus précise, on qualifie de classique depuis le XIXe siècle la période historique qui voit l'apogée des cités grecques aux Ve et IVe siècles (490-338) ; l'art de cette époque est classique dans la mesure où il a servi ultérieurement de modèle. »
Ce sont des périodes qui ont été couramment vues comme étant de niveau supérieur, servant de références qui s'approchent de la perfection, et de modèles à suivre, en particulier dans les domaines littéraire et artistique (à la Renaissance, avec le classicisme, etc.), les autres étant renvoyées par comparaison avec cet idéal au statut de phases préparatoires, imitatrices, voire « dégénérées » (archaïque, hellénistique, baroque). Cette idéalisation et cette subjectivité marquée ne sont plus vraiment de mise dans les études historiques de ces périodes, qui y ont notamment opposé des aspects moins reluisants de ces civilisations aux yeux des modernes (exclusion des femmes de la vie publique, esclavage, traitement des étrangers et des catégories sociales basses), et de la remise en question des idées sur la supériorité de cet âge par rapport aux civilisations « orientales » ou à l'Antiquité tardive/Moyen Âge. L'emploi du terme « classique » est cependant souvent préservé dans les études historiques (surtout pour désigner plus précisément la Grèce classique), par convention, même si certains préfèrent s'en défaire pour des dénominations plus neutres,.
La civilisation romaine s'inscrivant par bien des aspects dans la continuité de la civilisation grecque, dont elle reprend de nombreux aspects (surtout ceux de la culture hellénistique), il est courant de parler à ce propos de culture voire de civilisation « gréco-romaine » (ou « gréco-latine »), appliquée en particulier à l'époque impériale, même si cela semble surtout pertinent pour les lettres et les arts dans lesquels les Romains ont abondamment repris aux Grecs, moins pour d'autres aspects tels que les faits religieux, juridiques et militaires. L'approche dominante est donc de voir deux civilisations distinctes se succédant avec chacune leur propre périodisation, plus rarement une seule civilisation. Une autre manière d'envisager cette période est de prendre pour champ géographique et culturel le monde méditerranéen, ce qui permet notamment d'intégrer dans les études les contributions des Phéniciens/Carthaginois et des Étrusques et d'une manière générale les civilisations « non-classiques », et plus généralement de mettre en valeur les différentes interactions qui ont lieu sur cet espace dont l'importance s'affirme tout au long de la période.

## Sources
Les sources particulièrement mobilisées par les spécialistes de l'histoire ancienne sont : 
- des sources littéraires, notamment les travaux d'historiens antiques tels qu'Hérodote, Thucydide, Polybe, Tite-Live, etc., mais plus largement l'ensemble de la production littéraire gréco-romaine (poésie, philosophie, géographie, sciences, théologie, correspondance privée, etc.) qui a été transmise jusqu'à l'époque moderne[8] ;
- des sources épigraphiques, des textes retrouvés sur des sites antiques[9],[10] : les inscriptions sur pierre retrouvées sur les sites antiques, qui constituent une source importante pour l'Antiquité gréco-romaine, mais qui sont également présentes dans les autres civilisations antiques ; les ostraca, écrits sur tessons de poteries ou éclats de calcaire, constituent une autre source écrite importante ;
- des sources papyrologiques (textes écrits sur papyrus)[11],[12] : il s'agit d'une source importante pour la civilisation égyptienne antique, les conditions climatiques de ce pays permettant une bonne conservation de cette matière, et très variée ; le papyrus est également le matériau privilégié d'écriture dans le monde gréco-romain avant d'être supplanté par le manuscrit (après 500 ap. J.-C.) ;
- des monnaies (la numismatique)[13] : les pièces de monnaie sont un objet d'étude pour l'histoire politique, l'iconographie, l'économie ;
- des sources archéologiques[14],[15] : les vestiges matériels (bâtiments, objets, restes organiques) identifiés sur les sites antiques sont une source majeure pour l'histoire ancienne, et les nouvelles découvertes permettent d'enrichir les connaissances (cela comprend aussi les monnaies et sources épigraphiques et papyri mentionnés précédemment qui sont des artefacts exhumés sur des sites) ;
- des sources iconographiques, des images, ce qui rejoint le champ de l'histoire de l'art ; l'analyse des images peut être mobilisée pour mieux comprendre de nombreux domaines des civilisations anciennes (religion, politique, etc.)[16],[17].

## Chronologie

### Grèce antique
- Âges obscurs (v. 1200-776 av. J.-C.) : effondrement de la civilisation mycénienne et de son organisation sociale et politique, période essentiellement connue par l'archéologie funéraire, présentant une diversité de pratiques, poterie de style « géométrique », construction de bâtiments (dont des sanctuaires), diffusion de la métallurgie du fer.
- Époque archaïque (776-480 av. J.-C.) : période de formation des cités grecques, expansion coloniale dans la Méditerranée et la mer Noire, adoption de l'alphabet, art orientalisant, poèmes de Homère et Hésiode, philosophes présocratiques.
- Époque classique (480-323 av. J.-C.) : après avoir repoussé les assauts des Perses (lors des guerres médiques), Athènes et Sparte deviennent les deux plus puissantes cités du monde grec. Leur rivalité les amène à se confronter avec leurs alliés respectifs dans la guerre du Péloponnèse (431-404). Cette confrontation se poursuit et se complexifie au siècle suivant, avec l'ascension de Thèbes, troisième cité aux prétentions hégémoniques. À partir de la seconde moitié du IVe siècle avant J.-.C, le royaume de Macédoine finit par les éclipser toutes les trois. La période s'achève par la conquête de l'empire perse par Alexandre le Grand, roi de Macédoine (335-323 av. J.-C.). L'époque classique est une période de floraison culturelle, centrée sur Athènes : art et architecture « classiques », développement de la philosophie, la rhétorique, les sciences, etc.
- Époque hellénistique (323-31 av. J.-C.) : les héritiers d'Alexandre se partagent les pays conquis (Égypte pour les Lagides, Proche-Orient pour les Séleucides, Macédoine pour les Antigonides), coexistant avec de nombreuses dynasties grecques ou hellénisées. Processus d'hellénisation, avec la diffusion de la culture grecque dans les régions conquises. Poursuite des traditions artistiques et intellectuelles grecques.
- Grèce romaine (à partir de 146 à 31 av. J.-C., jusqu'en 330 ap. J.-C.) : Rome intervient en Grèce dès la fin du IIIe siècle av. J.-C., puis annexe la Grèce et les royaumes hellénistiques par étapes entre 146 av. J.-C., jusqu'en 31 av. J.-C. La Grèce fait ensuite partie de l'empire romain, dont la partie orientale est de culture dominante grecque, posant les bases de l'Empire romain d'Orient, dont l'acte de naissance peut être situé lors de la fondation de Constantinople en 330.

### Rome antique
- Royauté romaine : fondation légendaire de la ville en 753 av. J.-C. selon la tradition romaine, et fin en 509 av. J.-C. avec le renversement de Tarquin le Superbe, dernier roi de Rome. Au-delà des mythes, période de constitution de la cité de Rome, domination culturelle voire politique étrusque.
- République romaine (509-27 av. J.-C.) : organisation politique autour de magistrats élus et d'un corps collégial, le Sénat, constitution d'une force militaire de plus en plus puissante qui soumet progressivement la péninsule italique, puis la Méditerranée occidentale après les défaites de Carthage (guerres puniques, entre 264 et 146). Rome établi dans la foulée son hégémonie sur le monde hellénistique, par une succession d'annexions, étendant sa domination jusqu'au Proche-Orient et en Égypte. Essor de la culture romaine de langue latine, sous une forte influence grecque. Les conquêtes ont des conséquences politiques et économiques qui conduisent à l'émergence de puissants personnages, généraux victorieux, qui prennent progressivement le dessus sur les institutions républicaines, jusqu'à César puis Auguste qui met fin à ce régime.
- Empire romain, fondé en 27 av. J.-C. (Principat d'Auguste), dure jusqu'en 476 ap. J.-C. en Occident, et en Orient, par le biais de l'empire byzantin, jusqu'en 1453.
  - La période du « Haut-Empire » (jusqu'au IIIe siècle, au plus tard en 284) voit la grande phase d'expansion romaine s'achever et se stabiliser avec la constitution des frontières (limes), le régime impérial est une monarchie absolue, à la succession souvent houleuse, sauf durant l'âge de la pax romana qui couvre le IIe siècle. Diffusion des cités et de la citoyenneté romaines et de la culture gréco-romaine (romanisation), entre un monde latinisé à l'ouest, et hellénisé à l'est.
  - La période du « Bas-Empire » (v. 192/284, jusqu'en 476 en Occident, et 330 ou plus tard en Orient), marquée par le renforcement des défenses de l'empire après une période de troubles (instabilité dynastique, migrations germaniques, attaques des Perses), et sa division progressive entre Occident et Orient, marquant le début de l'Antiquité tardive. L'Occident romain tombe progressivement sous la coupe de dynasties germaniques (« barbares »), tandis qu'en Orient l'empire subsiste autour de Constantinople, « Nouvelle Rome », un empire grec. Cette période est marquée par la christianisation de l'empire et de ses populations.

## Réceptions de l'Antiquité classique
La présence de l'Antiquité gréco-romaine concerne au premier chef la civilisation occidentale, pour des questions d'héritage et de continuités. Pour ce qui est du domaine du visible, il est possible d'y visiter des ruines grecques et romaines, et encore plus de nombreux bâtiments dont l'architecture est marquée par l'inspiration gréco-romaine (y compris en Amérique et dans d'autres anciennes colonies européennes), l'alphabet qui y est majoritairement employé est « latin », c'est-à-dire dérivé du romain, tandis que de nombreux musées ont des objets de ces époques ; les motifs et références repris de l'histoire ou de la mythologie antique sont courants dans les créations littéraires, musicales, visuelles, etc. Pour ce qui est moins tangible, l'organisation et les principes politiques font souvent référence à l'héritage antique (notions de démocratie, république, sénat, citoyenneté, etc. qui ont certes beaucoup évolué), également dans le domaine juridique et bien d'autres, le latin est longtemps resté la langue liturgique (chez les Catholiques) et aussi savante de l'Europe occidentale, etc.. Certaines grandes figures de l'Antiquité ont fait l'objet de nombreuses perceptions différentes au cours des périodes postérieures, en premier lieu Alexandre le Grand, qui a présenté de nombreux visages bien différents selon les lieux et les époques. 
Plus largement, il en va de même pour l'Antiquité, regardée de manières bien différentes selon les époques. Les deux civilisations de l'Antiquité « classique » ont constitué durant toute l'histoire postérieure de l'Occident une référence incontournable, une source inépuisable de modèles, idéalisés ou critiqués, sans cesse réinterprétés et discutés. Ce qui est souvent présenté comme un « héritage », une « transmission », s'analyse en effet plutôt comme une « réception », voire une « appropriation » du point de vue de la société qui se tourne vers son modèle « classique ». De ce fait, il peut être considéré que « depuis l'Antiquité, le discours sur le « classique » a fonctionné de cette manière afin de légitimer un ordre social et un ensemble d’institutions, de croyances et de valeurs qui sont communément associés à la civilisation occidentale et à « notre » héritage culturel occidental. » (S. Schein).

### Généralités
- Pierre Cabanes, Introduction à l'histoire de l'Antiquité, Paris, Armand Colin, coll. « Cursus - Histoire », 2019, 5e éd.
- Jean Leclant (dir.), Dictionnaire de l'Antiquité, Paris, Presses universitaires de France, coll. « Dictionnaires Quadrige », 2011
- (en) Andrew Erskine (dir.), A companion to Ancient History, Malden et Oxford, Wiley-Blackwell, 2009
- (en) Simon Hornblower, Antony Spawforth et Esther Eidinow (dir.), The Oxford Classical Dictionary, Oxford, Oxford University Press, 2012, 4e éd.
- Claude Mossé, Histoire du monde : L'Antiquité, Paris, Larousse, 2020

#### Grèce
- Maurice Sartre, Anne Sartre-Fauriat et Patrice Brun (dir.), Dictionnaire du monde grec antique, Paris, Larousse, coll. « In extenso », 2009 (ISBN 978-2-03-584834-5)
- Marie-Claire Amouretti et Françoise Ruzé, Le Monde grec antique, Paris, Hachette, coll. « U », 2003, 346 p. (ISBN 2-01-145541-3)
- Laurianne Martinez-Sève et Nicolas Richer, Grand Atlas de l'Antiquité grecque, Paris, Autrement, 2019
- Catherine Grandjean, Geneviève Hoffmann, Laurent Capdetrey et Jean-Yves Carrez-Maratray, Le Monde hellénistique, Paris, Armand Colin, coll. « U / Histoire », 2017, 350 p. (ISBN 978-2-200-35516-6).
- (en) Edward Bispham, Thomas Harrison et Brian A. Sparkes (dir.), The Edinburgh Companion to Ancient Greece and Rome, Édimbourgh, Edinburgh University Press, 2006
- Brigitte Le Guen (dir.), Maria Cecilia D'Ercole et Julien Zurbach, Naissance de la Grèce : De Minos à Solon, 3200 à 510 avant notre ère, Paris, Belin, coll. « Mondes anciens », 2019
- Catherine Grandjean (dir.), Gerbert S. Bouyssou, Véronique Chankowsky, Anne Jacquemin et William Pillot, La Grèce classique : D'Hérodote à Aristote, 510-336 avant notre ère, Paris, Belin, coll. « Mondes anciens », 2022

#### Rome antique
- Hervé Inglebert (dir.), Histoire de la civilisation romaine, Paris, Presses universitaires de France, coll. « Nouvelle Clio », 2005
- Yann Le Bohec, Histoire de la Rome antique, Paris, Presses universitaires de France, coll. « Que sais-je ? », 2017
- Yann Le Bohec, Marcel Le Glay et Jean-Louis Voisin, Histoire romaine, éd. PUF, Paris, 1991 (2e éd. 2011)  (ISBN 978-2-13-055001-3).
- Mireille Cébeillac-Gervasoni, Alain Chauvot et Jean-Pierre Martin, Histoire romaine, éd. Armand Colin, Paris, 2006 (2e éd. 2010)  (ISBN 978-2-200-26587-8).
- Catherine Virlouvet (dir.), Nicolas Tran et Patrice Faure, Rome, cité universelle : De César à Caracalla 70 av. J.-C.-212 apr. J.-C., Paris, Belin, coll. « Mondes anciens », 2018
- Catherine Virlouvet et Stéphane Bourdin, Rome, naissance d’un empire : De Romulus à Pompée, 753-70 av. J.-C., Paris, Belin, coll. « Mondes anciens », 2021

### Réceptions
- (en) Craig W. Kallendorf (dir.), A Companion to the Classical tradition, Malden et Oxford, Wiley-Blackell, 2007
- Patrice Brun, L'invention de la Grèce : retour sur les utilisations dévoyées de l'Antiquité grecque, Paris, Odile Jacob, 2021 (ISBN 978-2-7381-5557-3)
- Corinne Bonnet et Thibaud Lanfranchi (dir.), Les mots de l'Antiquité après l'Antiquité, Toulouse, Presses universitaires du Midi, 2023